# 로마 원형극장

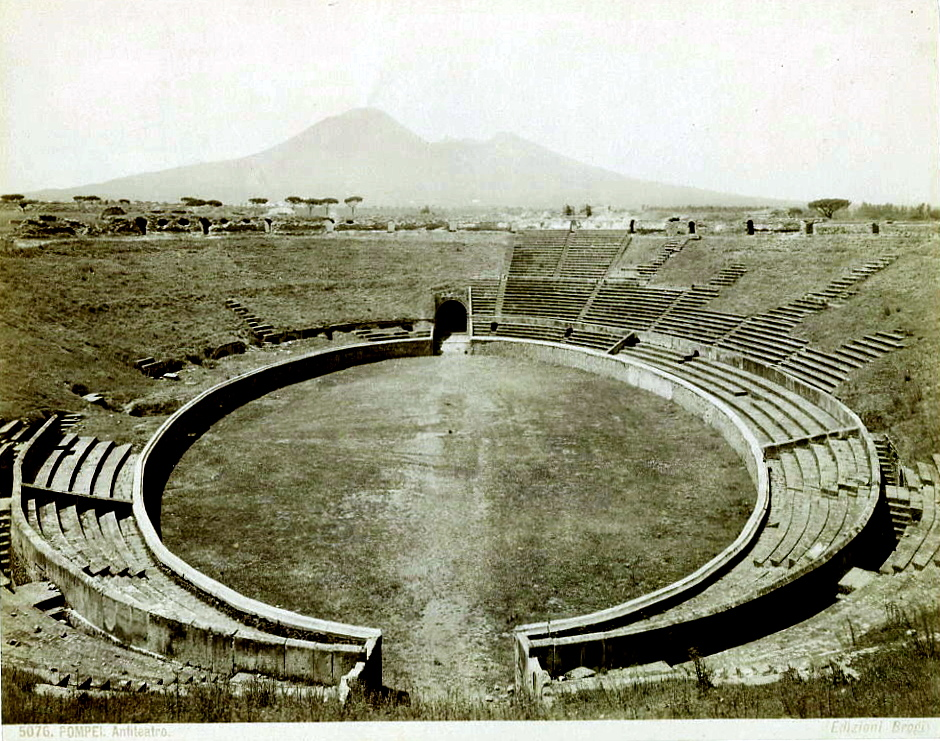

로마 원형극장(Roman Amphitheatre)은 고대 로마 사람들에 의해 설립된 대형 원형 극장이다.
시내에 위치하며 고대 필라델피아의 유적중 보존이 잘된 건축물이다. 경사진 언덕을 파서 만든 원형극장으로 기원후 169∼177경에 건설된 것으로 보이며 대략 6,000여명을 수용할 수 있는 시설이다. 극장은 현재도 각종 행사를 위해 사용되고 있다. 극장 곳곳에 아름다운 장식이 남아 있고 무대 양옆으로는 ‘전통의상 박물관(Traditional Jewels & Costumes Museum)’과 ‘민속박물관(Folklore Museum)’이 있다.

## 같이 보기
- 고대 로마의 연극